# Coilocita
Un coilocita è una cellula epiteliale squamosa che ha subìto una serie di modificazioni strutturali, che si manifestano come conseguenza dell'infezione da parte del virus del papilloma umano.
I coilociti possono presentare le seguenti alterazioni nucleari:
- ipercromasia
- granuli di cromatina grossolani
- alterato rapporto nucleo/citoplasma

Le alterazioni nucleari si accompagnano ad "aloni" citoplasmatici, formati, a livello ultrastrutturale, da vacuoli perinucleari, cambiamento citopatico provocato da E5, proteina codificata da HPV, che si localizza nelle membrane del reticolo endoplasmatico,
L'associazione tra l'alterazione nucleare ed il vacuolo perinucleare prende il nome di "atipia coilocitica". 
Queste alterazioni definiscono il cosiddetto effetto citopatico, osservabile in diversi tipi di cellule infettate da altrettanti tipi di virus.